# U-137 (tàu ngầm Đức) (1940)
U-137 là một tàu ngầm duyên hải  Lớp Type II thuộc phân lớp Type IID được Hải quân Đức Quốc Xã chế tạo vào đầu Chiến tranh Thế giới thứ hai. Những tàu ngầm Type II vốn quá nhỏ để có thể tiến hành các chiến dịch cách xa căn cứ nhà, nên chúng hầu như chỉ đảm nhiệm vai trò tàu huấn luyện tại các trường tàu ngầm Đức. Được huy động do tình trạng thiếu hụt tàu ngầm sau khi xung đột bùng nổ, U-137 đã thực hiện bốn chuyến tuần tra tại Bắc Hải và chung quanh quần đảo Anh, đánh chìm sáu tàu buôn với tổng tải trọng 24.136 gross register tons (GRT) và gây hư hại cho một tàu buôn cùng một tàu chiến phụ trợ. Đến tháng 12, 1940, U-137 được rút về làm nhiệm vụ huấn luyện cho đến hết chiến tranh, và cuối cùng bị đánh đắm tại Wilhelmshaven trong kế hoạch Regenbogen vào tháng 5, 1945.

## Thiết kế và chế tạo
Phân lớp Type IID là một phiên bản mở rộng của Type IIC dẫn trước. Chúng có trọng lượng choán nước 314 t (309 tấn Anh) khi nổi và 364 t (358 tấn Anh) khi lặn); tuy nhiên tải trọng tiêu chuẩn được công bố chỉ có 250 tấn Anh (254 t). Chúng có chiều dài chung 43,97 m (144 ft 3 in), lớp vỏ trong chịu áp lực dài 29,80 m (97 ft 9 in), mạn tàu rộng 4,92 m (16 ft 2 in), chiều cao 8,40 m (27 ft 7 in) và mớn nước 3,93 m (12 ft 11 in).
Chúng trang bị hai động cơ diesel MWM RS 127 S 6-xy lanh 4 thì công suất 700 mã lực mét (510 kW; 690 shp) để đi đường trường và hai động cơ/máy phát điện Siemens-Schuckert PG VV 322/36 tổng công suất 460 mã lực mét (340 kW; 450 shp) để lặn, hai trục chân vịt và hai chân vịt đường kính 0,85 m (3 ft). Các con tàu có thể lặn đến độ sâu 80–150 m (260–490 ft). Chúng đạt được tốc độ tối đa 12,7 kn (23,5 km/h) trên mặt nước và 7,4 kn (13,7 km/h) khi lặn,  với tầm hoạt động tối đa 3.800 nmi (7.000 km) khi đi tốc độ đường trường 8 kn (15 km/h), và 35–42 nmi (65–78 km) ở tốc độ 4 kn (7,4 km/h) khi lặn.
Vũ khí trang bị bao gồm ba ống phóng ngư lôi 53,3 cm (21 in) trước mũi, mang theo tổng cộng năm quả ngư lôi hoặc cho đến 12 quả thủy lôi TMA. Một pháo phòng không 2 cm (0,79 in) cũng được trang bị trên boong tàu. Thủy thủ đoàn bao gồm 25 sĩ quan và thủy thủ.
U-137 được đặt hàng vào ngày 25 tháng 9, 1939. Nó được đặt lườn tại xưởng tàu của hãng Deutsche Werke tại Kiel vào ngày 16 tháng 11, 1939, hạ thủy vào ngày 18 tháng 5, 1940, và nhập biên chế cùng Hải quân Đức Quốc Xã vào ngày 15 tháng 6, 1940 dưới quyền chỉ huy của Hạm trưởng, Trung úy Hải quân Herbert Wohlfarth.

## Lịch sử hoạt động

### 1940

#### Chuyến tuần tra thứ nhất
Vào tháng 9, 1940, U-137 thực hiện một chuyến đi ngắn Kiel từ đến Stavanger, Na Uy. Từ đây nó khởi hành vào ngày 21 tháng 9 cho chuyến tuần tra đầu tiên trong chiến tranh, băng qua khe GIUK giữa các quần đảo Faroe và Shetland để tiến vào khu vực Đại Tây Dương về phía Tây Scotland và Ireland. U-137 đã đánh chìm chiếc Manchester Brigade và gây hư hại cho chiếc Ashantian vào ngày 26 tháng 9, rồi tiếp tục đánh chìm chiếc Stratford cùng ngày hôm đó. U-137 kết thúc chuyến tuần tra khi đi đến cảng Lorient bên bờ biển Đại Tây Dương của Pháp vào ngày 29 tháng 9.

#### Chuyến tuần tra thứ hai
Trong chuyến tuần tra thứ hai từ ngày 9 đến ngày 17 tháng 10, U-137 đã tấn công chiếc tàu buôn tuần dương vũ trang HMS Cheshire về phía Tây Bắc Ireland vào ngày 14 tháng 10. Chesire bị hư hại nặng, và được kéo về Liverpool để sửa chữa.

#### Chuyến tuần tra thứ ba
Khởi hành từ Lorient vào ngày 3 tháng 11, U-137 tiếp tục hoạt động tại vùng biển phía Tây Scotland và phía Bắc Ireland. Nó đánh chìm chiếc Cape St. Andrew vào ngày 13 tháng 11, chiếc Planter ba ngày sau đó, rồi Veronica và Saint Germain cùng vào ngày 17 tháng 11. Kết thúc chuyến tuần tra, U-137 vòng qua phía Bắc quần đảo Anh để quay về căn cứ tại Bergen, Na Uy vào ngày 22 tháng 11.

### 1941

#### Chuyến tuần tra thứ tư
Trong chuyến tuần tra cuối cùng từ ngày 21 tháng 6 đến ngày 4 tháng 7, 1941, U-137 hoạt động tại vùng biển quần đảo Shetland, nhưng đã không đánh chìm được mục tiêu nào. Sau đó nó đi đến Helsingör, Đan Mạch vào ngày 26 tháng 7, và quay trở về Kiel vào ngày 29 tháng 8.

### 1942 - 1945
U-137 được rút về làm nhiệm vụ huấn luyện từ tháng 10, 1941 cho đến khi chiến tranh kết thúc. Vào giai đoạn kết thúc xung đột, theo dự định của kế hoạch Regenbogen, nó bị đánh đắm tại âu tàu Raeder ở Wilhelmshaven vào ngày 5 tháng 5, 1945 để tránh lọt vào tay lực lượng Đồng Minh. Xác tàu đắm được trục vớt và tháo dỡ sau chiến tranh.

### Tóm tắt chiến công
U-137 đã đánh chìm sáu tàu buôn với tổng tải trọng 24.136 gross register tons (GRT), và gây hư hại cho một tàu buôn 4.917 GRT cùng một tàu chiến phụ trợ 10.552 GRT:
| Ngày              | Tên tàu            | Quốc tịch              | Tải trọng | Số phận      |
| ----------------- | ------------------ | ---------------------- | --------- | ------------ |
| 26 tháng 9, 1940  | Ashantian          | United Kingdom         | 4.917     | Hư hại       |
| 26 tháng 9, 1940  | Manchester Brigade | United Kingdom         | 6.042     | Bị đánh chìm |
| 26 tháng 9, 1940  | Stratford          | United Kingdom         | 4.753     | Bị đánh chìm |
| 14 tháng 10, 1940 | HMS Cheshire       | Hải quân Hoàng gia Anh | 10.552    | Hư hại       |
| 13 tháng 11, 1940 | Cape St. Andrew    | United Kingdom         | 5.094     | Bị đánh chìm |
| 16 tháng 11, 1940 | Planter            | United Kingdom         | 5.887     | Bị đánh chìm |
| 17 tháng 11, 1940 | Saint Germain      | United Kingdom         | 1.044     | Bị đánh chìm |
| 17 tháng 11, 1940 | Veronica           | Sweden                 | 1.316     | Bị đánh chìm |